# 佟国荣
佟国荣（1931年—），辽宁营口人，中国人民解放军将领、中国人民解放军海军中将。
1947年4月参加东北民主联军。
1985年7月-1992年11月任海军政治部主任、海军党委常委。
1992年11月－1994年12月任海军副政治委员兼纪律检查委员会书记，海军党委常委。
1998年3月当选为政协第九届全国委员会常务委员。中共十三大代表，中共十四大当选为中央纪律检查委员会委员。
1988年，授予中国人民解放军海军中将，曾获解放奖章、中国人民解放军胜利功勋荣誉章。。